# Hipofosfatasia
La hipofosfatasia es una rara enfermedad hereditaria que se caracteriza por un defecto en la mineralización de los huesos y dientes. Se debe a un fallo metabólico en la síntesis de una enzima conocida como FANET (fosfatasa alcalina no específica de tejido). Los síntomas son muy variables dependiendo de la gravedad de la afección, consisten principalmente en alteraciones en el esqueleto, con deformidades en los huesos que carentes de la suficiente cantidad de calcio se deforman y fracturan con facilidad, la velocidad de crecimiento en los niños afectados es lenta y puede existir una talla final baja. También se afecta la dentición, en ocasiones la pérdida prematura de las piezas dentales en la vida adulta es la única manifestación del mal. El trastorno es poco frecuente, en Europa se estima que las formas graves se presentan únicamente en un niño por cada 300 000 nacidos.

## Causas
Se debe a una mutación en el gen ALPL que codifica la enzima FANET (fosfatasa alcalina no específica de tejido). Los genes codifican proteínas que en muchas ocasiones tienen un importante papel en determinadas funciones del organismo. Si se produce una mutación en un gen, la proteína resultante puede ser no funcional o simplemente estar ausente. En la hipofosfatasia, la proteína deficitaria es una isoenzima de la fosfatasa alcalina conocida como FANET, la cual es esencial para el desarrollo del hueso y los dientes y se expresa además de en el hueso en otros órganos como el riñón y el hígado. Los niveles de actividad enzimática se asocian con la intensidad de los síntomas, cuando las manifestaciones son graves el nivel de actividad de la fosfatasa alcalina no específica de tejido es muy bajo.
La fosfatasa alcalina es una enzima presente en diferentes tejidos del organismo en los que realiza importantes funciones. En el ser humanos existen cuatro variedades (isoenzimas), tres de ellas son específicas de un tejido: intestino, células germinales y placenta. La cuarta variedad sin embargo puede expresarse en varios tejidos, por lo que recibe el nombre de fosfatasa alcalina no específica de tejido (FANET) y alcanza concentraciones más altas en tres órganos: hueso, riñón e hígado. Se han descrito más de 250 mutaciones diferentes que alteran el gen que codifica la FANET y provocan una deficiencia en su función ocasionando las diferentes variedades de hipofosfatasia.

## Herencia
La enfermedad es hereditaria, las formas graves de aparición en la infancia se transmiten según un patrón autosómico recesivo, sin embargo la variedad que se inicia en la vida adulta puede seguir un patrón autosómico recesivo o dominante, en este último caso, los descendientes de una persona afectada tienen un 50% de probabilidad de presentar el mal.

## Formas de presentación
Se clasifica en 6 variedades, aunque estas no están perfectamente delimitadas y en ocasiones pueden solaparse las manifestaciones, en todas ellas existe deficiencia de fosfatasa alcalina no específica de tejido, salvo en la pseudohipofosfatasia:
- Forma neonatal. Las manifestaciones se presentan desde el nacimiento o antes del parto. Los principales síntomas son fontanelas cerradas, extremidades deformadas por anomalías en la forma y mineralización de los huesos y tórax con limitación en la capacidad de expansión lo que provoca dificultad respiratoria.[6]
- Forma del lactante. Los síntomas son perceptibles antes de los 6 meses de vida. Existe deformidad de las extremidades, crecimiento enlentecido, niveles de calcio en sangre elevados (hipercalcemia) y perdida anómala de calcio a través de la orina (hipercalciuria). La alteración de la función respiratoria debida a la limitación en los movimientos del tórax predispone a la aparición de infecciones del tracto respiratorio y neumonía.[3][6]
- Forma infantil. Existen manifestaciones dentales por deficiencia en el cemento dental, también se afectan los huesos, cursando con talla baja y raquitismo. El cráneo muestra un abombamiento de la región frontal.[3][6]
- Forma del adulto. Es una forma infrecuente, existe deficiencia en la mineralización ósea que se manifiesta como osteomalacia y provoca tendencia a las fracturas de estrés, sobre todo en los huesos metatarsianos del pie.[3][6]
- Odontohipofosfatasia. Los síntomas son más leves, pues no existen manifestaciones en el esqueleto y solo están alteradas las piezas dentales.[3][6]
- Pseudohipofosfatasia. En esta variedad los niveles de fosfatasa alcalina no específica de tejido son normales, sin embargo los síntomas del paciente son similares a los de la hipofosfatasia verdadera.[3][6]